# Kwel

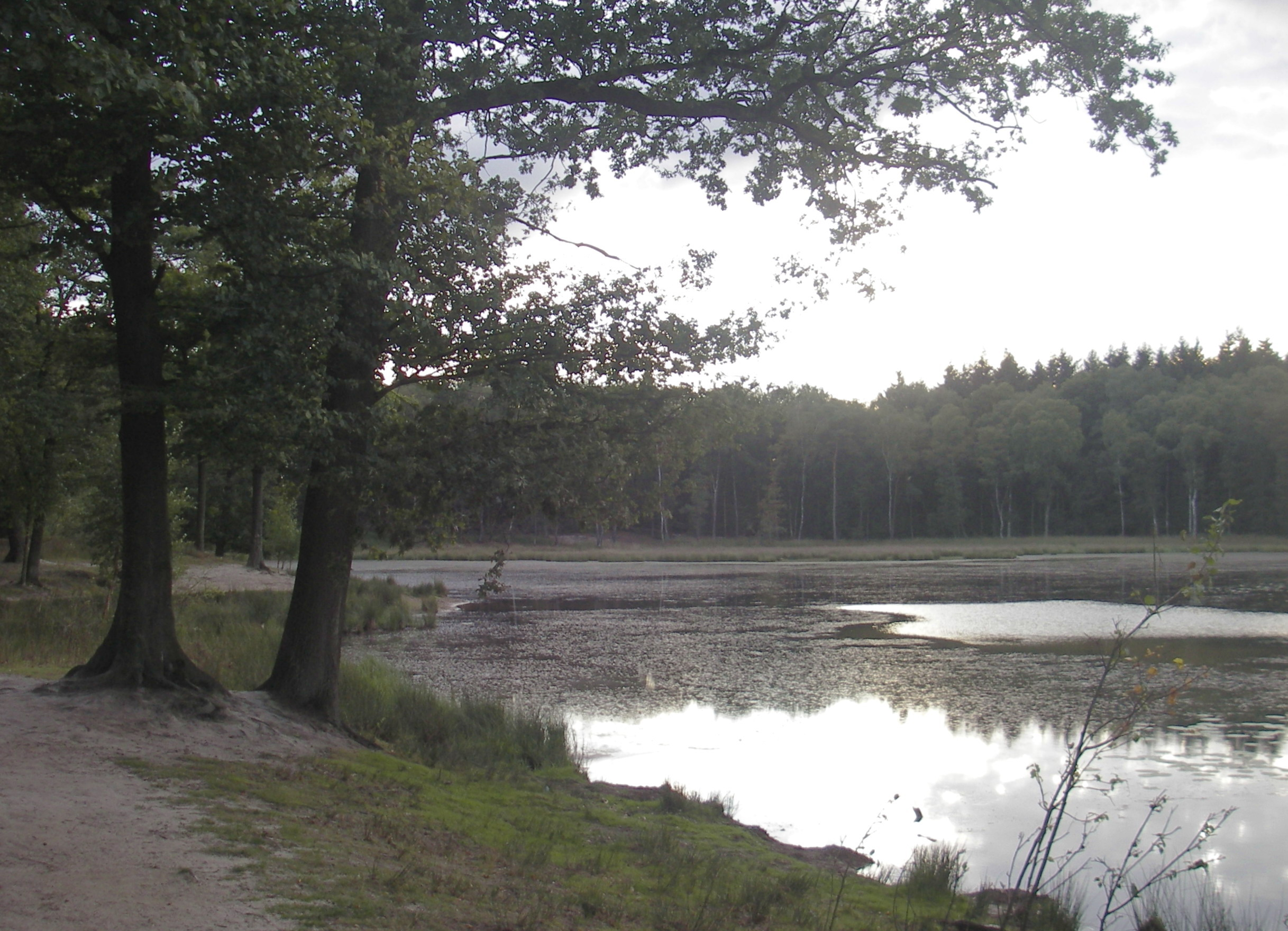
Venkoelen bij Venlo, een door kwelwater gevoed stroomdalven

Kwel is grondwater dat onder druk aan de oppervlakte uit de bodem komt.
In het algemeen ontstaat kwel door een ondergrondse waterstroom van een hoger gelegen gebied naar een lager gelegen gebied. De grootte van het debiet wordt gemodelleerd met de wet van Darcy, waarin de doorlatendheid van het grondmateriaal een rol speelt.
Kwel kan zich afspelen over afstanden van enkele meters tot vele kilometers. Kwelwater vormt bronnen. In een modern ontwaterd landbouwgebied wordt kwelwater meestal weggevangen in sloten, voordat het in het maaiveld aan de oppervlakte treedt. Dit is een van de oorzaken van verdroging van de natuur.
Kwel heeft vaak een bijzondere waterkwaliteit. Vooral diepe kwelstromen die eeuwenlang door de bodem hebben gestroomd, zijn zuurstof- en voedselarm en vaak kalk- en ijzerhoudend. Dit leidt tot bijzondere flora. Een plant als waterviolier geldt als kwelindicator.

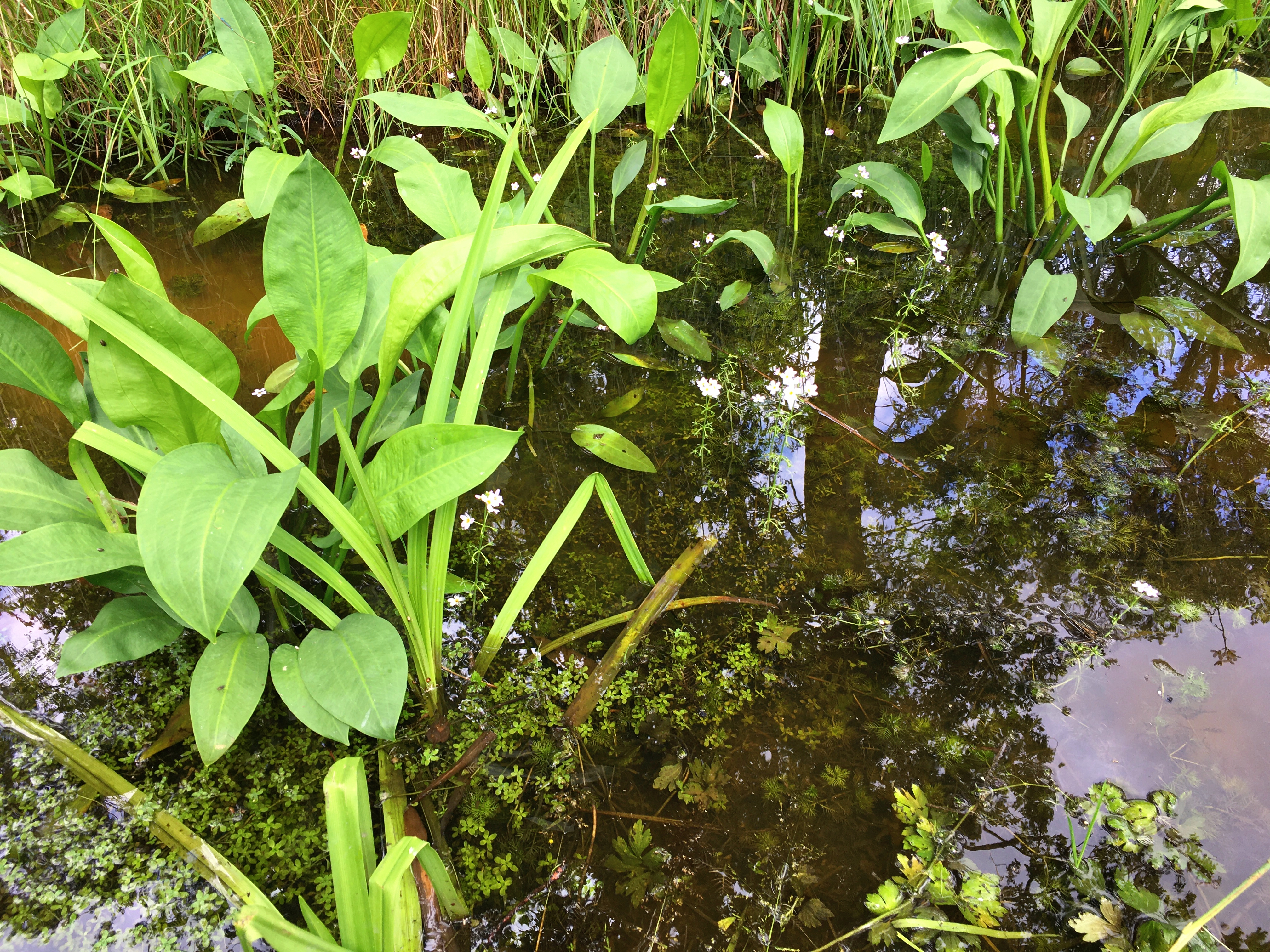
Associatie van waterviolier en sterrenkroos in een sloot met ijzerhoudend kwelwater.

Het voedselarme karakter van oude kwel wordt verder versterkt doordat het vaak ijzerhoudend is. IJzer bindt de meststof fosfaat waarmee weilanden bemest worden en maakt het kwelwater minder geschikt voor planten die voor hun groei sterk op de aanwezigheid van fosfaat leunen. Zodra het zuurstofarme ijzerhoudende kwelwater aan de oppervlakte komt en zuurstof uit de lucht opneemt, zal het opgeloste ijzer oxideren tot onoplosbare ijzeroxiden die uitvlokken en neerslaan. Hierdoor zal het water rond het kwelpunt sterk roestkleurig worden.
Kwel wordt ook wel aangeduid als achterloopsheid of onderloopsheid, vooral in verband met kunstwerken zoals dijken.

## Ontstaan van natuurlijke kwel
De grondwaterstroming, het reliëf, het geologische en geomorfologische karakter van een gebied bepalen of er kwel ontstaat. Op de hogere delen van een gebied zakt het (regen)water in de bodem en voegt zich bij het freatisch grondwater. Een deel van dit grondwater stroomt zijdelings af en komt zo in sloten en plassen terecht. De rest zakt naar diepere lagen. Indien er in de ondergrond een slecht doorlatende laag aanwezig is, zakt het water, weliswaar met vertraging, ook hier doorheen. De zone met het diepe grondwater, onder de min of meer afsluitende grondlaag, wordt aangeduid als het eerste watervoerende pakket.
Of het diepe grondwater weer ergens aan de oppervlakte zal komen, wordt bepaald door het verschil in stijghoogte tussen het freatische grondwater en het diepe grondwater. De wet van de communicerende vaten zegt dat water door de zwaartekracht van het ene vat naar het andere stroomt, tot de waterniveaus gelijk zijn. In een hellend gebied zal het water van het hoger gelegen gebied (het infiltratie-gebied) naar het lager gelegen gebied stromen. In het lage gebied heeft het water dat op hoger gelegen delen is geïnfiltreerd, en door de slecht doorlatende laag is gepasseerd (het water in het eerste watervoerende pakket), een grotere stijghoogte dan het freatisch grondwater ter plaatse. Door het verschil in stijghoogte is er een drukverschil en treedt het diepe grondwater als kwel aan de oppervlakte. Zie ook artesische bron.

## Polder(dijks)kwel
Bij dijken langs polders is kwel een normaal fenomeen. Door sloten evenwijdig aan de dijk te graven, wordt het kwelwater opgevangen en kan het worden afgevoerd. Deze vorm van kwel treedt vooral op tussen twee polders met een hoogteverschil, bijvoorbeeld een oude veenpolder naast een lager gelegen droogmakerij. De veenpolders in Nederland liggen tussen 0 en 2 meter onder NAP. Droogmakerijen zijn tot ruim 6 meter diep. In veel veengebieden lekt het water weg naar diepere polders in de omgeving. Zo verliest het veengebied rond de Nieuwkoopse plassen water aan de Polder Groot-Mijdrecht. Om het water in de sloten in het veengebied op peil te houden, moet er oppervlaktewater van elders worden ingelaten. Het aangevoerde water is veelal van mindere kwaliteit dan het eigen water van het veengebied. Hierdoor komen de natuurwaarden in de Nieuwkoopse plassen onder druk te staan.

## Rivier(dijks)kwel
Kwelwater kan ook naar boven komen bij hoge waterstanden in een rivier. Het kwelwater komt dan onder de dijken door. In bepaalde gevallen kan dit een voorbode zijn van een dijkdoorbraak (zie piping en kwelweglengte ).

## Zoute of brakke kwel
Bij gebieden die onder zeeniveau liggen, komt ook zoute of brakke kwel voor. Hierbij komt brak water, onder dijken of duinen door, omhoog in poldergebieden, wat leidt tot verzilting. Plaatsnamen als bijvoorbeeld Zouteveen (Schipluiden) duiden op dit verschijnsel. Zoute kwel en verzilting zijn uit landbouwkundig, vooral tuinbouwkundig oogpunt ongewenst. In ecologisch opzicht zijn brakwatermilieus, die tegenwoordig zeldzaam zijn, interessant.
Het zilte (brakke) water bijvoorbeeld in Noord-Holland ten noorden van het IJ (het gebied van het Hoogheemraadschap van de Uitwaterende Sluizen in Kennemerland en West-Friesland) was ooit een belangrijke oorzaak dat de sloten, de kanalen en de boezem niet dichtgroeiden.
Verder geeft de (licht) zilte grond aan de plaatselijk geproduceerde kaas een smaak die door sommigen bijzonder wordt gewaardeerd.

## Menselijke beïnvloeding van grondwaterstroming
In Nederland wordt het watersysteem al eeuwenlang, op kleine en grote schaal door menselijk handelen beïnvloed. De aanleg van polders is het bekendste voorbeeld. Maar in het oosten en zuiden van Nederland is door "normalisering" van beken en door andere cultuurtechnische ingrepen ook grootscheeps de ontwatering aangepakt, waardoor natuurlijke kwel in Nederland tot een fractie van wat het ooit was is gereduceerd. Met de aanleg van kanalen zoals het Twentekanaal, ten behoeve van scheepvaart en industrie, werd het land in de wijde omtrek veel droger, en geschikter voor landbouw. Dergelijke kanalen snijden vaak diep in de bodem en beïnvloeden daarmee de grondwaterstromen zeer sterk. Kwel neemt af of verdwijnt geheel. Ook ontwatering op kleine schaal beïnvloedt het vóórkomen van kwel, volgens hetzelfde principe.
Langs de oostflank van de Veluwe bestaat vanouds een sterke kwelstroom. Deze kwelstroom is eeuwenlang benut voor industrieën en werd gereguleerd door het graven van sprengen. Met deze watergangen, veelal bovenloops verlengde beken, maar soms nieuw gegraven waterlopen, werd een gestage, schone waterbron aangeboord die gebruikt werd in huishoudens, watermolens, wasserijen en brouwerijen. Ook in de polders rondom de Veluwe is nog veel kwel. Het grondwater dat hier aan de oppervlakte treedt kan duizenden jaren oud zijn. Daardoor is het weinig vervuild en voedselarm. De sloten in deze polders herbergen een bijzondere flora dat aan dit milieu is gebonden, terwijl bijna overal elders de sloten en vaarten vaak voedselrijk zijn. De kweldruk in de polders aan de rand van de Veluwe is in de laatste decennia van de twintigste eeuw evenwel verminderd door de aanleg van de Flevopolders, die ook een aanzienlijk deel van het diepe grondwater ontvangen, alsmede door waterwinning op de Veluwe zelf.